# 2.5GBASE-T與5GBASE-T
IEEE 802.3、NBASE-T和MGBASE-T是指在雙絞線乙太網路上實現2.5 Gbit/s和5 Gbit/s傳輸速度的標準。這將在千兆乙太網路與百億乙太網路兩個現有標準下的建立一種中間速度。由此產生的標準被命名為2.5 GBASE-T和5 GBASE-T。

## IEEE802.3bz
IEEE802.3的“2.5G/5GBASE-T專案小組”在2015年3月開始著手於2.5GBASE-T和5GBASE-T標準。
2016年9月23日，IEEE-SA標準委員會批准IEEE標準802.3bz-2016。
IEEE標準802.3bz定義如下：
- CAT 5e線纜在最長100公尺的線纜上達到2.5Gbit/s速度。
- CAT 5e“根據使用情况和部署配置來定義”線纜在最長100公尺的線纜上達到5 Gbit/s速度。
- CAT 6線纜在最長100公尺的線纜上達到5 Gbit/s速度。

### 技術
IEEE802.3bz在物理層（PHY）的傳輸技術基於10GBASE-T，但工作在一個較低的信號速率。通過減少原始信號速率到1⁄4或1⁄2，傳輸速率分別下降到2.5或5 Gbit/s。訊號的頻寬也相對減少，降低了佈線的要求，以便2.5GBASE-T和5GBASE-T可以分别部署在長度為100米的CAT 5e和CAT 6非屏蔽雙絞線上。

### 乙太網供電
不像先前的10GBASE-T標準，設備製造商已經表示他們打算在某些類型的NBASE-T交換機上實現802.3at型乙太網供電。這種實現是希望支援高帶寬無線接入點（802.11ac / 802.11ax），使其超過現有1000BASE-T乙太網電源連接的速度能力。

### 歷史
在2014年左右，中間速度因人們的需求受到關注，因為很明顯，許多建築物中部署的Cat5e電纜不可能運行10GBASE-T，但隨著諸如IEEE 802.11ac等快速WiFi協議的發展，1000BASE-T已無法滿足提供的廉價的上行鏈路。IEEE 802.3bz還將支持乙太網供電，這在10GBASE-T上一般不可用。
早在2013年時，英特爾Avoton伺服器處理器就集成了2.5 Gbit/s乙太網端口。
雖然博通宣布了一系列的2.5 Gbit/s收發器集成電路，但在當時市場上的2.5 Gbit/s交換機硬件並未廣泛商用；10GBASE-T交換機一般不支持中間速度。
2014年10月，NBASE-T聯盟成立，最初成員包括思科、Aquantia、飛思卡爾和赛靈思。到2015年5月，該聯盟已經增加到34個成員，涵蓋大多數網路硬體生產商。
與其競爭的MGBASE-T聯盟有同樣的建立更快千兆乙太網的目標，該聯盟於2014年12月成立。與NBASE-T相反，MGBASE-T表示他們的規格將會開源。
但隨著IEEE 802.3bz草案標準的形成，2015年6月在乙太網聯盟的支持下，NBASE-T與MGBASE-T聯盟被迫合作。

## NBASE-T
NBASE-T聯盟成立於2014年，由Aquantia公司、思科系统、飛思卡爾半導體和赛靈思公司創立。該聯盟現由超過45家公司組成，旨在使其規格與802.3bz兼容。

## 外部鏈接
- IEEE P802.3bz 2.5G/5GBASE-T Task Force（页面存档备份，存于）
- NBASE-T Alliance（页面存档备份，存于）
- MGBASE-T Alliance